# Tavaszi csigagomba
A tavaszi csigagomba (Hygrophorus marzuolus) a csigagombafélék családjába tartozó, Európában, Észak-Amerikában és Észak-Afrikában honos, fenyvesekben, néha lomberdőkben élő, ehető gombafaj. 

## Megjelenése
A tavaszi csigagomba kalapja 4-8 (12) cm széles, alakja fiatalon domború, széles domború, később ellaposodik, idősen benyomottá, gyakran szabálytalanná válik. Széle sokáig aláhajló, idősen hullámos is lehet. Színe fiatalon, amikor még a moha vagy a talajfelszín alatt van csaknem fehéres, kissé szürkén foltos, később gyorsan megszürkül, végül szürkésfekete lesz. Felszíne matt, fiatalon deres.
Húsa vastag, kemény; színe fehéres, a kalapbőr alatt és a tönkben kissé szürkés. Szaga kellemes, gyengén édeskés, íze nem jellegzetes. 
Viszonylag ritkán álló, vastag lemezei kissé lefutók. A kalap szélénél gyakran villásan elágaznak, a tönk közelében eresen összekötöttek lehetnek. Színük fiatalon fehéres, idősen szürke, élük világos marad.
Tönkje 5-8 cm magas és 1-2,5 cm vastag. Alakja hengeres. Színe fehéres, később megszürkül. Felülete selymesen szálas, a csúcsánál kissé pelyhes.
Spórapora fehér. Spórája elliptikus, vékony falú, mérete 6,5–8,5 x 4,5–5 µm

### Hasonló fajok
Az őszi szagos csigagomba vagy barnanyálkás csigagomba hasonlíthat hozzá. 

## Elterjedése és termőhelye
Európában, Észak-Amerikában és Észak-Afrikában honos. Magyarországon ritka.
Fenyvesekben, vegyes erdőkben, ritkábban lomberdőkben nő, különböző fenyőfajokkal, néha bükkel alkot gyökérkapcsoltságot. Március-áprilisban terem, gyakran az olvadó hóbuckák mellett vagy alatt. 
Ehető. Magyarországon védett, természetvédelmi értéke 5000 Ft. 

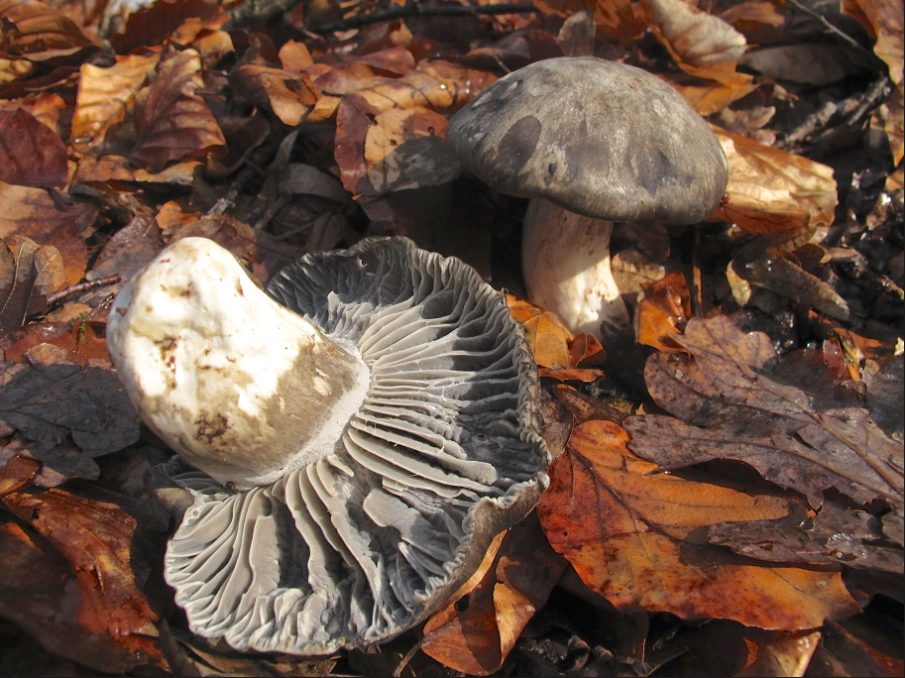
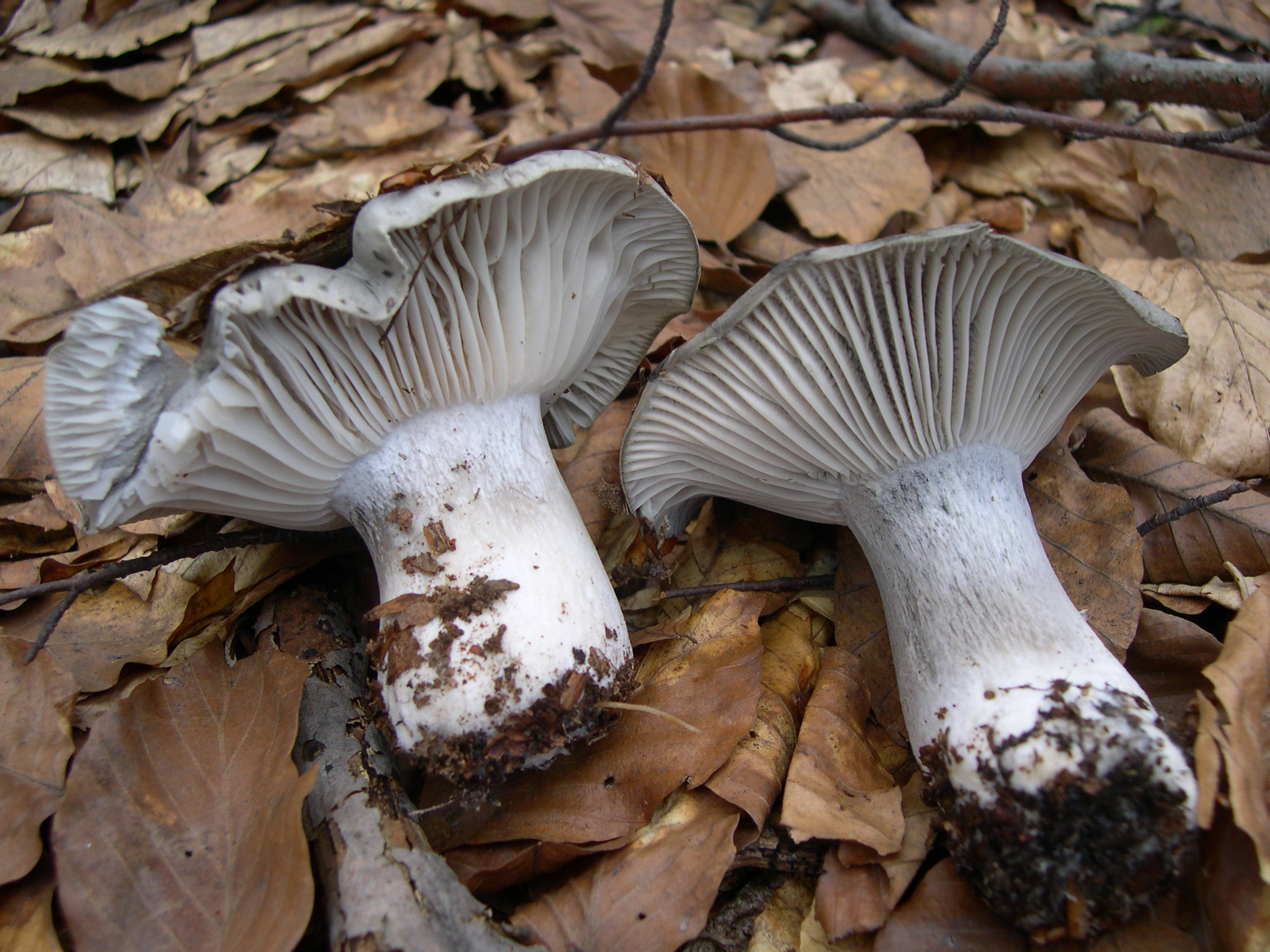
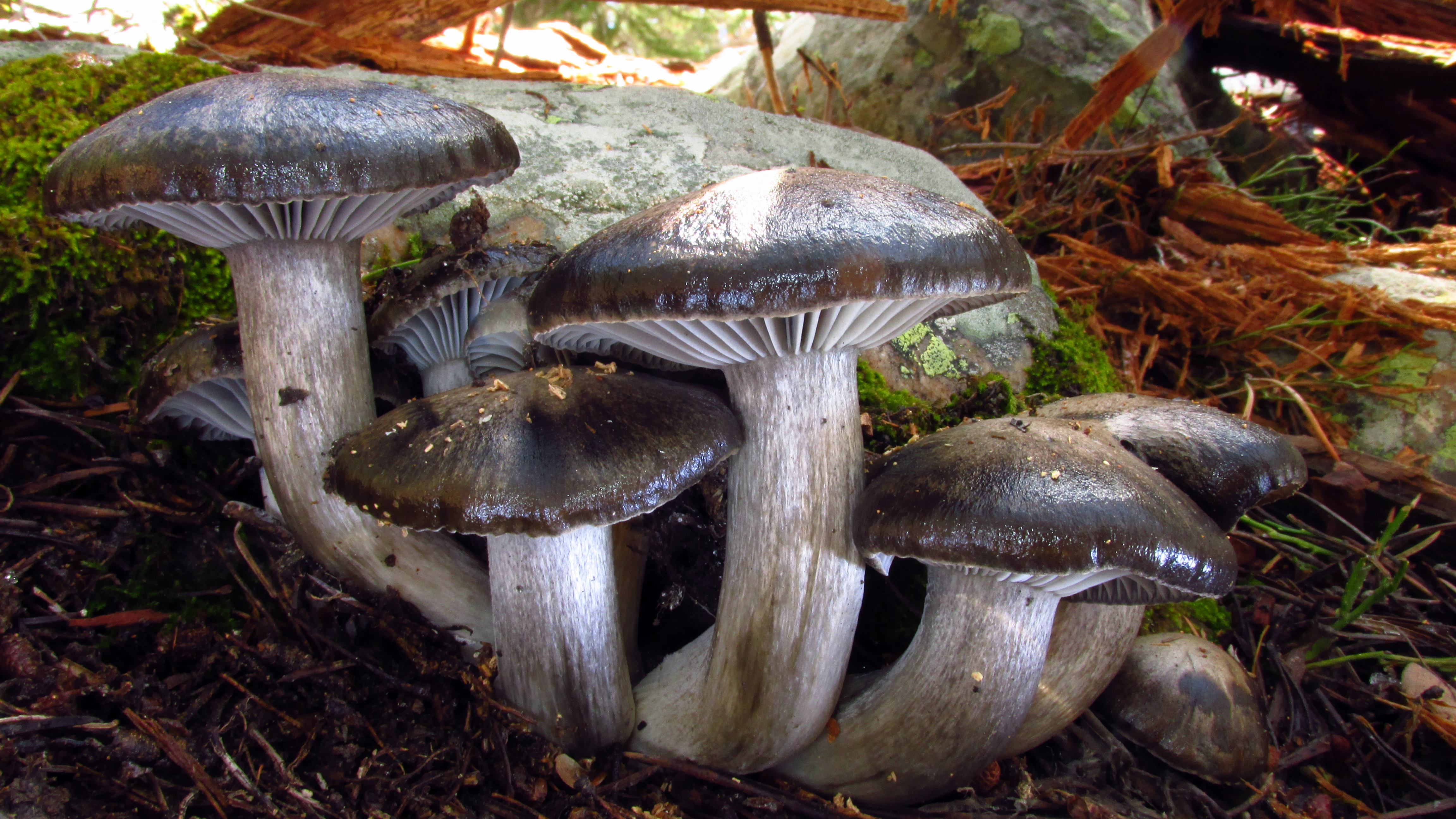
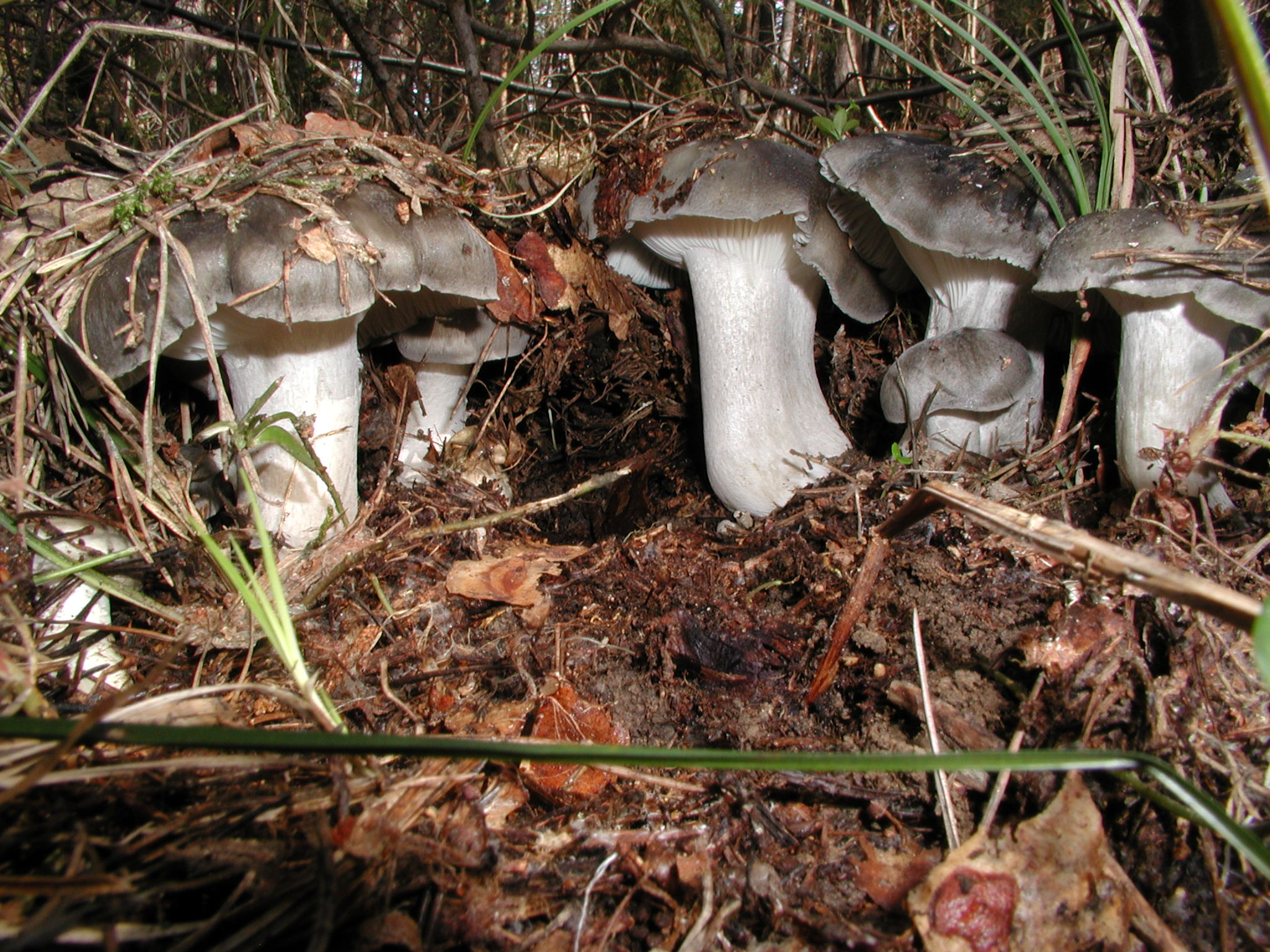
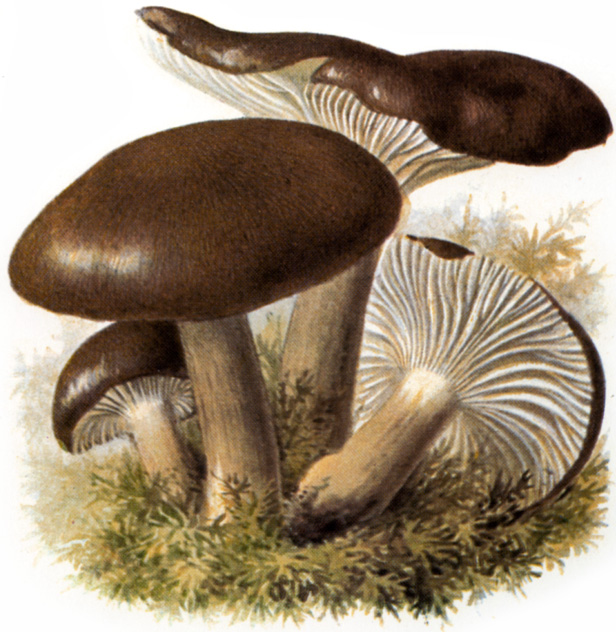